# François Le Métel de Boisrobert
François Le Métel de Boisrobert (* 1. August 1592 in Caen; † 30. März 1662 in Paris) war ein französischer Geistlicher, Dichter und Dramatiker, der zu den Autoren um Armand-Jean du Plessis, duc de Richelieu zählte und 1634 zu den ersten Mitgliedern der Académie française gehörte.

## Leben
Boisrobert war zunächst Geistlicher und wurde durch Nicolas Faret in den Freundeskreis um den Literaten Valentin Conrart eingeführt. Dieser machte ihn mit Kardinal Richelieu bekannt, der als „rote Eminenz“ maßgeblicher Berater und Minister König Ludwigs XIII. war. Aufgrund dieser Beziehung wurde er nicht nur Kaplan des Königs, sondern auch zum Staatsrat ernannt.
Aus dem Kreis um Conrart kam die Idee zur Gründung der Académie française im Jahr 1634, an der Boisrobert maßgeblich beteiligt war. Er selbst nahm als Erster unter den Mitgliedern der Académie française den sechsten Sessel (Fauteuil 6) ein. Die ersten Sitzungen der Akademie fanden in seinem Haus statt und er selbst trug wesentlich zur Arbeit der Institution bei, so durch die Abhaltung der vierten Rede unter dem Titel Pour la défense du Théâtre, in der die Mitglieder über die Verteidigung des Theaters diskutierten.
Neben seinen Hauptarbeiten Les Thuileries und L’Aveugle de Smyrne verfasste er prosaische Briefe, dramatische Gedichte, acht Tragödien sowie zehn Komödien im Stil von Lope de Vega. Einige seiner Texte wurden auch von dem Komponisten Pierre Guédron vertont. Mitte des 17. Jahrhunderts befasste er sich auch mit der in Mode gekommenen lyrischen Kleinform der Bouts-rimés, bei der man nach vorgegebenen Endreimen aus dem Stegreif dichtet.
Nachdem er zeitweise die Gunst Kardinal Richelieus verloren hatte und ins Exil geschickt wurde, setzten sich zahlreiche Mitglieder für seine Rückkehr an die Akademie ein, wo er bis zum Tode Richelieus 1642 wieder über maßgeblichen Einfluss verfügte. Diesen verlor er jedoch danach während der Amtszeit des Ersten Ministers Jules Mazarin, so dass 1657 sogar ein gegen ihn gerichtetes Pamphlet erscheinen konnte. Es war von Antoine Baudeau de Somaize verfasst, dem Privatsekretär von Maria Mancini, einer Mätresse König Ludwigs XIV. und Nichte Kardinal Mazarins.
Nach seinem Tode folgte ihm der Dichter Jean Regnault de Segrais als Mitglied der Académie française.

## Veröffentlichungen

### Bühnenwerke
- Pyrandre et Lisimène ou l’Heureuse tromperie, Tragikomödie, 1633
- Les Rivaux amis, 1639
- Les Deux Alcandres, 1640
- La Belle Palène, 1642
- Le Couronnement de Darie, 1642
- La Vraie Didon ou Didon la chaste, Tragödie, 1643
- La Jalouse d’elle-même, 1650
- Les Trois Orontes, 1652
- La Folle gageure ou les divertissements de la comtesse de Pembroc, 1653, Adaption von Lope de Vega
- Cassandre, comtesse de Barcelone, Tragikomödie, 1653
- L’Inconnue, 1655
- L’Amant ridicule, 1655
- Les Généreux ennemis, 1655
- La Belle plaideuse, 1655
- La Belle invisible ou les Constances éprouvées, 1656
- Les Apparences trompeuses, 1656
- Les Coups d’Amour et de Fortune, 1656
- Théodore, reine de Hongrie, 1658

### Gedichtbände und sonstige Arbeiten
- Poésies publiées dans le Recueil des plus beaux vers de Malherbe, Racan, etc., 1626
- Lettres publiées dans le Recueil de Faret, 1627
- Paraphrases sur les sept psaumes de la Pénitence, en vers, 1627
- Histoire indienne d’Anxandre et d’Orasie, 1629
- Nouvelles héroïques et amoureuses, 1657
- Epîtres en vers et autres œuvres poétiques, 1659